# 1059-1050 v.Chr.
De jaren 1059-1050 v.Chr. (van de christelijke jaartelling) zijn een decennium in de 11e eeuw v.Chr..

## Gebeurtenissen

### Babylonië
- 1058 v.Chr. - De Arameeërs plunderen en verwoesten de tempel van Shamash in Sippara.

### Assyrië
- 1057 v.Chr. - Koning Shamshi-Adad IV (1057 - 1050 v.Chr.) regeert over het Assyrische Rijk.
- 1050 v.Chr. - Koning Assurnasirpal I (1050 - 1032 v.Chr.) bestijgt de troon van Assur.

### Egypte
- 1057 v.Chr. - In Opper-Egypte laat hogepriester Pinodjem I zijn naam vereeuwigen in een cartouche.
- 1054 v.Chr. - Pinodjem I draagt het priester-koningschap over aan zijn zoons Masaharta en Menkheperre.

<< · 1099-1090 · 1089-1080 · 1079-1070 · 1069-1060 · 1059-1050 · 1049-1040 · 1039-1030 · 1029-1020 · 1019-1010 · 1009-1000 · >>